# Giuse Nhạc Phúc Sinh
Giuse Nhạc Phúc Sinh (tiếng Trung: 岳福生, Joseph Yue Fu-sheng; sinh 1964) là một giám mục bất hợp thức người Trung Quốc. Ông được Hội Công giáo Yêu nước Trung Quốc bổ nhiệm vào chức vụ Giám mục Giáo phận Hắc Long Giang, một giáo phận do chính quyền Trung Quốc thiết lập, với địa hạt gần tương ứng với Hạt Giám quản Tông Tòa Cáp Nhĩ Tân. Tòa Thánh Vatican không thừa nhận việc bổ nhiệm này và đã ra án phạt vạ tuyệt thông đối với ông. Kể từ ngày 22 tháng 9 năm 2018, ông được giải vạ, trở về hiệp thông với Giáo hội Công giáo Rôma.

## Tiểu sử
Giuse Nhạc Phúc Sinh sinh vào tháng 4 năm 1964 tại Trung Quốc. Sau thời gian tu tập, tháng 8 năm 1988, ông được thụ phong chức vụ linh mục.
Ông hoạt động tích cực Hội Công giáo Yêu nước Trung Quốc, là Chủ tịch Ủy ban Giáo vụ Công giáo, kiêm Chủ tịch Hội Công giáo Yêu nước tỉnh Hắc Long Giang, đồng thời là Ủy viên Ủy ban Thường vụ Đại hội Đại biểu Nhân dân tỉnh.
Năm 1999, ông được đề cử chức vụ Giám mục. Từ năm 2004 đến năm 2010, ông là Phó thư ký Hội Công giáo Yêu nước Trung Quốc. Năm 2012, ông được bầu là Phó chủ tịch hội này.
Tháng 5 năm 2012, chính quyền Trung Quốc phê chuẩn bổ nhiệm ông làm Giám mục Giáo phận Hắc Long Giang. Ngày 6 tháng 7 năm 2012, lễ phong chức giám mục cho ông được tổ chức. Ngày 10 tháng 7, Tòa Thánh Vatican tuyên bố phạt vạ tuyệt thông đối với Giuse Nhạc Phúc Sinh vì tự tiện thụ phong chức giám mục mà không có sự phê chuẩn của Tòa Thánh. Kể từ ngày 22 tháng 9 năm 2018, ông được giải vạ, trở về hiệp thông với Giáo hội Công giáo Rôma.